# Higinio Ndong Obama
Higinio Ndong Obama (Mbomo Esisis, Niefang, 19 de septiembre de 1998) es un nadador de Guinea Ecuatorial que representó a su país en los Juegos Olímpicos de París 2024. En estos últimos juegos fue el abanderado de la delegación de su país en la ceremonia de apertura.

## Trayectoria
Ndong nació el 19 de septiembre de 1998 en la aldea de Mbomo Esisis, situada en el distrito de Niefang, provincia Centro Sur, Guinea Ecuatorial. Creció en el país y se convirtió en nadador de competición en 2013. Miembro del Club de Natación de Malabo y entrenado por Florencio Engono, compitió regularmente en pruebas de corta distancia -incluidos los 50 metros en estilo libre, braza y mariposa- y en los 100 metros en estilo libre. Ganó la medalla de oro en los campeonatos de distrito de 2019.
Ndong fue seleccionado para hacer su debut internacional en el Campeonato Mundial de Natación de la FINA de 2021 (25 m), aunque acabó siendo no titular en las dos pruebas que tenía programadas, los 50 y los 100 metros libres. Compitió en el Campeonato Africano de Natación de 2022 como uno de los dos únicos ecuatoguineanos. También participó en el Campeonato Mundial de Natación de 2022 en los 50 metros libres, no pudiendo pasar de su eliminatoria con un tiempo de 29,48. Compitió con Guinea Ecuatorial en los Juegos Africanos de 2023, celebrados en Acra, y estableció su mejor marca personal en los 50 metros mariposa con 32,54 segundos, sólo ocho centésimas menos que el récord nacional, aunque quedó cuarto en su eliminatoria y no pudo pasar de ronda.
Ndong fue seleccionado para el Campeonato Mundial de Natación de 2024, aunque no fue titular en las dos pruebas para las que fue elegido, y fue seleccionado para el Campeonato Africano de Natación de 2024 en cuatro pruebas. En julio de 2024, recibió una selección universal para participar en los Juegos Olímpicos de Verano de 2024, siendo uno de los tres únicos ecuatoguineanos invitados y el único nadador. Junto con Sefora Ada Eto, Ndong fue el abanderado de su país en la ceremonia olímpica de apertura. En los Juegos Olímpicos, compitió en la prueba de 50 metros libres como parte de la segunda eliminatoria. Quedó tercero en su eliminatoria con un tiempo de 28,42, estableciendo una mejor marca personal y el récord nacional, aunque no logró pasar a las semifinales.